# 東京大學生產技術研究所
東京大學生產技術研究所（英語：Institute of Industrial Science, the University of Tokyo），是東京大學附屬研究所。它是为了“对与生产有关的技术问题进行科学的综合研究和对研究结果进行实际检验”而成立的研究所。簡稱東大生研、IIS。

## 所在地
- 東京都目黑區駒場4-6-1

## 外部連結
- 東京大学生産技術研究所 （页面存档备份，存于）